# Tom Vraalsen
Tom Eric Vraalsen (* 26. Januar 1936 in Oslo; † 13. September 2021 in Oslo) war ein norwegischer Politiker der Senterpartiet (Sp) und Diplomat. Er war von Oktober 1989 bis November 1990 der Entwicklungsminister seines Landes und von 1994 bis 2003 Botschafter in verschiedenen Ländern.

## Leben
Vraalsen besuchte bis 1955 das Handelsgymnasium Oslo und beendete 1960 sein Wirtschaftsstudium in Århus. Ab 1961 arbeitete er für das norwegische Außenministerium. Von 1962 bis 1964 war er an der Botschaft in Peking tätig, danach bis 1967 in Kairo. Anschließend kehrte er für zwei Jahre nach Norwegen zurück, bevor er bis 1970 erneut in Peking tätig war. In den Jahren 1970 bis 1971 arbeitete er an der Botschaft in Manila, 1971 in Jakarta. Danach arbeitete er bis 1975 wieder am Außenministerium in Norwegen. In der Zeit zwischen 1975 und 1979 war Vraalsen Ministerrat bei der norwegischen UN-Delegation. Zwischen 1979 und 1980 stand er zudem der Senterpartiet in Oslo vor. In der Zeit zwischen 1981 und 1982 war er Sonderbeauftragter im Außenministerium, bevor er bis 1989 Norwegens ständiger Vertreter bei den Vereinten Nationen in New York wurde.
Am 16. Oktober 1989 wurde Vraalsen zum Minister im Ministerium für Entwicklungshilfe ernannt. Sein Amt wurde zum 1. Januar 1990 ins Außenministerium eingegliedert. Er führte es bis zum Abtritt der Regierung Syse am 3. November 1990 aus. 1991 wurde Vraalsen Chef des Ölkonzerns Saga Petroleum, der 1999 von Norsk Hydro übernommen wurde. 1994 wurde er der norwegische Botschafter in London und 1996 in Washington, D.C. Dort blieb er bis 2001, danach war er bis 2003 als Botschafter in Helsinki im Einsatz. Vraalsen war außerdem in die Missionen der UN in Sudan eingebunden. So war er ab 1998 Sonderbeauftragter der UN und als solcher von 2003 bis 2004 an den Friedensgesprächen im Darfur-Konflikt beteiligt. Von 2005 bis 2008 war er Chef der Kommission, die die Umsetzung des Friedensabkommens überwachte.

## Auszeichnungen
- 1987: Sankt-Olav-Orden (Kommandeur)
- 1994: Royal Victorian Order (Grand Cross)
- 2000: Ehrendoktor, Augustana College
- 2001: Ehrendoktor, Luther College

## Werke
- 1975: FN i Fokus
- 1985: FN i Fare